# Gerhard Frasz
Gerhard Frasz (* 31. Oktober 1938 in Wiener Neustadt; † 15. September 2004 in Steinbrunn) war ein österreichischer Politiker (SPÖ) und Landesbeamter. Er war von 1985 bis 1987 Mitglied des Bundesrates und von 1987 bis 1995 Abgeordneter zum Burgenländischen Landtag.

## Leben
Frasz wurde als Sohn des Hilfsarbeiters August Frasz geboren, wobei er in burgenlandkoratischer Muttersprache in Steinabrunn aufwuchs. Er besuchte zwischen 1944 und 1949 die Volksschule in Steinbrunn und wechselte im Anschluss an das Bundesrealgymnasium und Bundesgymnasium Mattersburg, an dem er 1957 maturierte. Danach leistete er von 1957 bis 1958 den Präsenzdienst beim Österreichischen Bundesheer ab und trat 1958 in den Landesdienst ein. Er war von 1958 bis 1995 Beamter beim Amt der Burgenländischen Landesregierung und arbeitete zwischen 1962 und 1975 als Sekretär der Landesräte Heinrich Knotzer, Fred Sinowatz und Gerald Mader. Danach war er von 1975 bis 1985 Sekretär des Landeshauptmanns Theodor Kery sowie zwischen 1977 und 1985 Klubsekretär der sozialistischen Fraktion im Burgenländischen Landtag. Danach war er von 1985 bis 1987 Landesparteisekretär der SPÖ Burgenland und wurde zwischen 1985 und 1992 dienstfreigestellt. Frasz wurde 1982 zum Oberamtsrat ernannt.
Frasz engagierte sich im politischen Bereich ab 1958 als Mitglied der Sozialistischen Jugend, wobei er von 1963 bis 1971 als Landesobmann fungierte. Zudem war er von 1962 bis 1970 Mitglied des Verbandsvorstandes der Sozialistischen Jugend Österreich. 1972 trat er als Gemeinderat in Steinbrunn sein erstes politisches Mandat an, am 1. Oktober 1985 wurde er Mitglied des Bundesrates. Nachdem Frasz zwischen dem 1. Jänner 1987 und dem 30. Juni 1987 den Vorsitz im Bundesrat innegehabt hatte, schied er am 29. Oktober 1987 aus dem Bundesrat aus und wurde am 30. Oktober 1987 Abgeordneter zum Landtag und Klubobmann der SPÖ-Burgenland. Frasz übte seine Funktion als Klubobmann bis zum 31. Dezember 1989 aus und wurde am 24. Jänner 1991 zum 2. Landtagspräsidenten gewählt. Frasz wurde 1993 im „Sinowatz-Nachfolgeprozess“  wegen falscher Zeugenaussage zu einer Geldstrafe verurteilt und trat am 17. März 1993 als 2. Landtagspräsident zurück. Am 31. Mai 1995 schied er nach dem Verzicht auf sein Mandat aus dem Landtag aus. Als Gemeinderat wirkte Frasz bis 1997 weiter, zudem war er ab 1996 Obmann des Pensionistenverbandes im Burgenland.

## Auszeichnungen
- Komturkreuz des Landes Burgenland